# دریه شفیق
دُریه شفیق (انگلیسی: Durriyyah Shafīq؛ ۱۴ دسامبر ۱۹۰۸ – ۲۰ سپتامبر ۱۹۷۵) فمینیست، فعال حقوق زنان، مترجم، ویراستار، روزنامه‌نگار، فیلسوف، و نویسنده اهل مصر و از رهبران اصلی جنبش آزادی‌بخش زنان در مصر در اواسط دهه ۱۹۴۰ بود.[۱] در نتیجه مستقیم تلاش‌های او، قانون اساسی مصر به زنان مصری حق رای داد.

## زندگی‌نامه
دُریه شفیق در ۱۴ دسامبر ۱۹۰۸ در طنطا زاده شد. پدرش احمد شفیق و مادرش رطیبه نصیف نام داشتند.: ۳  او تا ۱۶ سالگی در یک مدرسه ابتدایی میسیون فرانسوی در طنطا و یک مدرسه متوسطه دخترانه تحصیل کرد. سپس در ۲ سال آخر تحصیلات متوسطه (دورهٔ باکالوریا) در قاهره تحصیل کرد. در سن ۱۸ سالگی، دُریه شفیق یکی از نخستین دختران مصری بود که مدرک باکالوریا را در دبیرستان کسب کرد. وزارت آموزش و پرورش مصر به وی برای تحصیل در دانشگاه سوربن پاریس بورسیه تحصیلی اعطا کرد. دُریه شفیق همچنین به‌طور همزمان برای دکترای فلسفه در دانشگاه سوربن تحصیل کرد. او دو پایان‌نامه نوشت، یکی در رد اهداف صرفاً سودمندی که عموماً با هنر مصر باستان مرتبط است، و دومی در مورد به رسمیت شناختن حقوق برابر زنان بحث می‌کرد. شفیق دکترای خود را با درجهٔ بسیار عالی (Mention très honorable) دریافت کرد. شفیق در سال ۱۹۳۵ به عنوان یک دختر مصری، در یک مسابقه زیبایی شرکت کرد که جنجال برانگیخت.
زمانی که شفیق در پاریس بود، با نور الدین رجائی، دانشجوی حقوق که او نیز بورسیه تحصیلی بود و در مقطع دکترا کار می‌کرد، ازدواج کرد.
پس از بازگشت از فرانسه به مصر در سال ۱۹۴۰، شفیق امیدوار بود که بتواند کاری برای آموزش جوانان کشورش انجام دهد، اما رئیس دانشکده ادبیات دانشگاه قاهره به بهانه اینکه او «بیش از حد لیبرال» است، اجازهٔ تدریس را در آن دانشگاه به او نداد.
در سال ۱۹۴۵، شاهزاده شویکار، اولین همسر پادشاه سابق وقت مصر، فؤاد یکم به شفیق پیشنهاد داد تا سمت سردبیری مجله فرهنگی و ادبی فرانسوی زن نوین را به عهده بگیرد. شفیق این سمت را پذیرفت و با مرگ شویکار در سال ۱۹۴۷، مسئولیت کامل مجله از جمله تأمین مالی آن را بر عهده گرفت. تحت هدایت او زن نوین موفقیت منطقه‌ای به دست آورد. همچنین در سال ۱۹۴۵، شفیق تصمیم گرفت مجله عربی به نام بنت النیل (به معنای دختر نیل) منتشر کند که قصد داشت زنان مصری را آموزش دهد و به آنها کمک کند تا مؤثرترین نقش ممکن را در خانواده و جامعه خود ایفا کنند. نخستین شمارهۀ این نشریه در نوامبر ۱۹۴۵ منتشر شد و تقریباً بلافاصله تمامی نسخه‌های آن فروخته شد.
در سال ۱۹۴۸ شفیق اتحادیه بنت النیل را برای کمک به حل مشکلات اجتماعی اولیه زنان و برای اطمینان از گنجاندن آنها در سیاست‌های کشورشان ایجاد کرد. اتحادیه همچنین با راه اندازی مراکزی برای این منظور در سراسر کشور، راه اندازی دفتر کار و کافه‌تریا برای زنان شاغل، به ریشه‌کنی بی‌سوادی همت گماشت.
در فوریه ۱۹۵۱، او موفق شد مخفیانه ۱۵۰۰ زن از دو گروه فمینیستی برجسته مصر (بنت النیل و اتحادیه فمینیستی مصر) را گرد هم آورد. او یک راهپیمایی از مردم را سازماندهی کرد که پس از تجمع مقابل مجلس کشور با یک سری مطالبات عمدتاً مربوط به حقوق اجتماعی و اقتصادی زنان، مجلس را دچار دچار وقفه‌ای ۴ ساعته کردند. مفیده عبدالرحمان برای دفاع از شفیق در دادگاه در این زمینه انتخاب شد. هنگامی که پرونده به محاکمه رفت، بسیاری از طرفداران بنت النیل در دادگاه حضور یافتند و قاضی، جلسه رسیدگی را برای مدت نامعلومی به تعویق انداخت.
با این حال، علیرغم دریافت وعده‌های رئیس مجلس سنا، حقوق زنان شاهد هیچ پیشرفتی نبود.
در ۱۲ مارس ۱۹۵۴، دوریا شفیق در اعتراض به ایجاد کمیته قانون اساسی بدون حضور زنان، دست به اعتصاب غذای هشت روزه در سندیکای مطبوعاتی زد. او پس از دریافت یک بیانیه کتبی مبنی بر اینکه رئیس‌جمهور نجیب به قانون اساسی‌ای که حقوق زنان را محترم می‌شمارد متعهد است، به اعتصاب خود پایان داد.
در سال ۱۹۵۷ شفیق در اعتراض به رژیم دیکتاتوری رئیس‌جمهور جمال عبدالناصر دست به اعتصاب غذای دوم در سفارت هند زد. در نتیجه ناصر او را در حصر خانگی قرار داد و انتشار نام و اخبار مرتبط به او را در مطبوعات و نشریاتش قدغن نمود.
شفیق پس از حبس خانگی منزوی شد، حتی زمانی که محدودیت جابجایی‌اش برداشته شد. او آخرین سالهای زندگی خود را صرف خواندن و نوشتن کرد. شفیق به دنبال سانحهٔ سقوط از بالکن منزلش در سال ۱۹۷۵ جان خود را از دست داد. نیویورک تایمز از چاپ نکردن آگهی ترحیم او پشیمان شد و سرانجام در سال ۲۰۱۸ آن را چاپ کرد.
در ۱۴ دسامبر ۲۰۱۶، گوگل یک دودل را به مناسبت صد و هشتمین سالگرد تولد این نویسنده و کنشگر مدنی به او تقدیم کرد. این دودل در تمام کشورهای جهان عرب قابل مشاهده بود.